# Авазов Файзалі Нуралійович
Файзалі Нуралійович Авазов (1 квітня 1962, селище Обігарм Файзабадського району, тепер Таджикистан) — таджицький радянський діяч, токар управління механізованих робіт Управління будівництва «Рогунгесбуд» Таджицької РСР. Член ЦК КПРС у 1990—1991 роках.

## Життєпис
У 1980 році — токар управління механізованих робіт Управління будівництва «Рогунгесбуд» міста Рогун Таджицької РСР.
З 1980 по 1982 рік служив у Радянській армії.
З 1982 року — токар управління механізованих робіт Управління будівництва «Рогунгесбуд» міста Рогун Таджицької РСР.
Член КПРС з 1986 року.
У 1987 році закінчив Куйбишевський енергетичний технікум.
Подальша доля невідома.